# Michel Ledent
Michel Ledent, znany jako Midam (ur. 16 maja 1963) – belgijski scenarzysta i rysownik komiksów, najbardziej znany z serii Kid Paddle.

## Wybrana bibliografia

### Kid Paddle
1. Zabawy niegrzecznych chłopców (Jeux de vilains, 1996; wydanie polskie 2001)
2. Totalna masakra (Carnage total, 1996; wyd. pol. 2001)
3. Chłopiec apokalipsy (Apocalypse boy, 1997; wyd. pol. 2002)
4. Psy wojny (Full metal casquette, 1998; wyd. pol. 2002)
5. Obcy w bitej śmietanie (Alien chantilly, 1999; wyd. pol. 2008)
6. Rodeo Blork (Rodéo Blork, 2000; wyd. pol. 2008)
7. Aquaterminator (Waterminator, 2001; wyd. pol. 2009)
8. Nazywam się Paddle, Kid Paddle (Paddle... My name is Kid Paddle, 2002; wyd. pol. 2007)
9. Bęc! Bęc! Łup! (Boing! Boing! Bunk!, 2004; wyd. pol. 2009)
10. Ciemność, uwielbiam ciemność! (Dark , j'adore, 2005; wyd. pol. 2008)
11. Cuchnąca, krwiożercza mumia powraca (Le retour de la momie qui pue qui tue, 2007; wyd. pol. 2008)
12. La compil'gore (2009)